# Robion
Robion este o comună în departamentul Vaucluse din sud-estul Franței. În 2009 avea o populație de 4.098 de locuitori.

## Evoluția populației
| An        | 1975  | 1982  | 1990  | 1999  | 2006  | 2009  |
| --------- | ----- | ----- | ----- | ----- | ----- | ----- |
| Populație | 2.431 | 3.197 | 3.417 | 3.844 | 3.941 | 4.098 |